# Spice Stellar Horizon Mi-500
De Spice Stellar Horizon Mi-500 is een low-budget-phablet van de Indiase fabrikant Spice. Het toestel wordt geleverd met Android-versie 4.0. De phablet wordt op de Indiase markt uitgebracht. De phablet wordt alleen uitgebracht in het wit.

## Hardware
De Mi-500 heeft een schermdiagonaal van 5 inch en behoort daarmee tot de phablets, een categorie gelegen tussen de smartphones en de tablets. Het grote aanraakscherm heeft een resolutie van 480p en een pixeldichtheid van 187 ppi. De Horizon Mi-500 draait op een dualcore-processor van 1 GHz en beschikt over 512 MB RAM-geheugen. Aan de achterkant van de phablet bevindt zich een 5 megapixelcamera en aan de voorkant een camera van 0,3 megapixel om mee te kunnen videobellen.